# Dsida Jenő

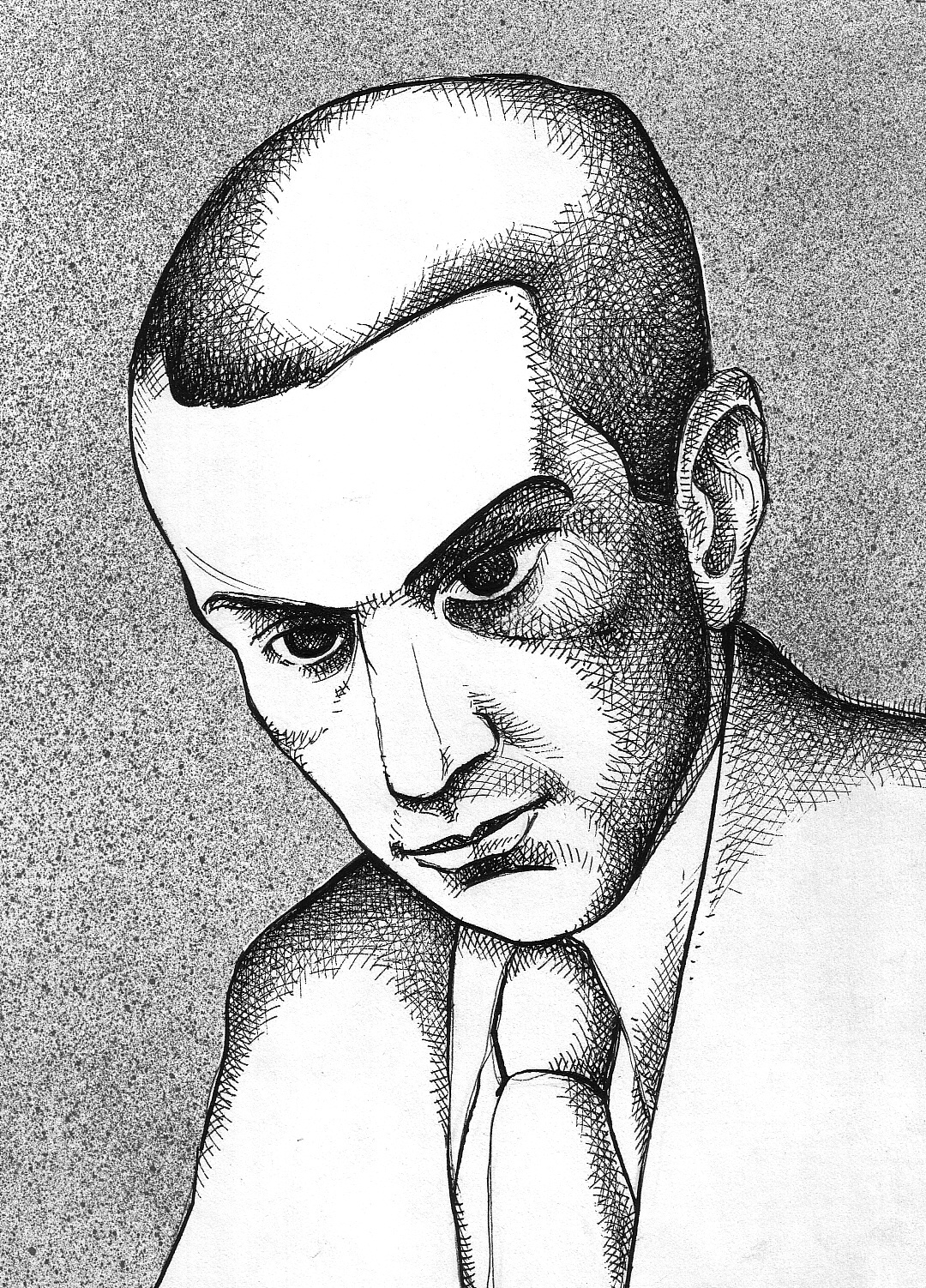
Muhi Sándor tusrajza Dsida Jenőről (1994)

Dsida Jenő (Szatmárnémeti, 1907. május 17. – Kolozsvár, 1938. június 7.) erdélyi magyar költő.

## Élete
Dsida Jenő 1907-ben született, Binder Jenő Emilként Szatmárnémetiben, apja Dsida Aladár a császári és királyi 5. gyalogezred tisztje volt, azonban 1910-ben, főhadnagyként tartalékállományba kérte magát. Anyja Csengeri Tóth Margit, aki Beregszászban élt. Itt ismerkedtek össze és szerettek egymásba, házasságkötésüknek regényes története van. Testvére, Dsida Aladár Ottó Csengeri Aladár néven lett színész.
Dsida Jenő gyermekkorát beárnyékolta az első világháború, majd a román megszállás. Apja orosz hadifogságba került, nagybátyja, akitől keresztnevét kapta, elesett a galíciai harcmezőn. Családja tönkrement, apjának polgári foglalkozást kellett keresnie, így lett az Erdélyi Római Katolikus Státus tisztviselője. Dsida Jenő Budapesten, Beregszászban és Szatmárnémetiben végezte tanulmányait. 

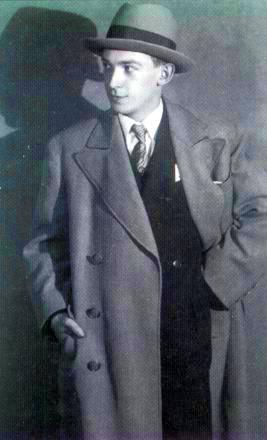
Dsida Jenő húszévesen

Kora ifjúságától kezdve költőnek készült.
Benedek Elek fedezte föl és indította el költői pályáján. 1923 augusztusától 1927 márciusáig – tizenhattól húszéves koráig – a Cimbora című folyóiratban jelent meg a legtöbb verse és műfordítása. „Elek nagyapó” unokáknak kijáró szeretettel és felelősségtudattal segítette a pályakezdő költőt az önmagára találásban, tehetsége kibontakoztatásában. 1925-ben, szülei akaratát követve a kolozsvári egyetem jogi karára iratkozott be, tanulmányait nem fejezte be. 1936-ban jegyezte el nagy szerelmét Imbery Melindát, 1937-ben összeházasodtak. Nemcsak versei, hanem levelezésük is méltó emléke kapcsolatuknak.
Dsida Jenő szívbetegségben szenvedett. 1938-ban meghűlt, hónapokig feküdt a kolozsvári kórházban, de nem sikerült megmenteni. 1938. június 7-én csendben meghalt. A Házsongárdi temetőben temették el, a szertartást Márton Áron kanonok-plébános végezte.
1927-től a Pásztortűz című irodalmi folyóirat szerkesztője lett, 1928 októberétől következő év nyaráig a báró Huszár családnál vállalt házitanítóskodást Abafáján. Majd az Erdélyi Helikon belső munkatársa, az Erdélyi Lapok kolozsvári tudósítója lett. 1930-ban részt vállalt az Erdélyi Fiatalok című folyóirat alapításában. Verseivel szerepelt az Új arcvonal és Új erdélyi antológia című gyűjteményes kötetekben. 1934-től a Keleti Újságot szerkesztette, ahol Anyanyelvünk címmel állandó rovata volt.
A fiatal költő szerepet vállalt a nemzetiségi irodalom mozgalmaiban: tagja volt a helikoni íróközösségnek, a marosvásárhelyi Kemény Zsigmond Társaságnak 1929-től, titkára az Erdélyi Katolikus Akadémiának, a PEN Club romániai magyar tagozatának tagja, az Erdélyi Szépmíves Céh lektora.
A híres marosvécsi összejövetelek Kemény János báró kastélyában 1926-tól szerveződtek, melyhez Dsida Jenő is csatlakozott. A társaság tagjai voltak többek között: Áprily Lajos, Reményik Sándor, Tompa László, Bartalis János, Kós Károly, Bánffy Miklós, Kuncz Aladár, Makkai Sándor, Molter Károly, Karácsony Benő, Tabéry Géza, Szentimrei Jenő, Tamási Áron, Kacsó Sándor, Wass Albert. Dsida Jenő 1929-től kezdve vett részt rendszeresen a Helikon munkájában. Ő, Szemlér Ferenc, Kiss Jenő, Asztalos István, Balázs Ferenc tartoztak a fiatalabb nemzedékbe.

## Munkássága
1928-ban adták ki a Leselkedő magány című verseskötetét, 1933-ban a Nagycsütörtök, 1938-ban, halála után az Angyalok citeráján című kötetét. Versein kívül egyetlen kisebb könyve jelent meg életében: Magyar karaván Itálián keresztül. Útirajz, amely az Erdélyi Lapok által szervezett római szentévi zarándoklatról számolt be, olvasmányos stílusban. 
1933 tavaszán utazott Olaszországba, május 5-én Rómában pápai kihallgatáson vett részt, majd Firenzébe, Velencébe ment. Élményeit naplóba foglalta és kiadta.

## Költészete
Dsida Jenő egyénisége elütött a történelemmel viaskodó hitvallókétól, ő nem a végzettel kívánt pereskedni, egyszerűen énekelni akart: a természetről, a szerelemről, az ifjúságról, akár a késő romantikusok. Úgy érkezett az irodalomba, akár egy kamasz angyal, mámoros ifjúsággal, lobogó szőkén, telve lelkesedéssel és önbizalommal.
Verseinek többsége vidám, bravúros rím és ritmusjátékkal, melankolikus életérzéssel, a szépség és a jóság hirdetésének jegyében íródott. 
Ő maga így vall erről: „Hiszek a hitben, a bátorságban, az élet minden körülmények között megmaradó szépségében. Hiszek a mindenható mosolygásban”.
A háború, a trianoni diktátum következményei és fiatalkori szívbetegsége rányomta bélyegét a költő életművére. A részvét, a szenvedőkkel való együttérzés költője volt, aki szeretettel fordult mindenki felé.

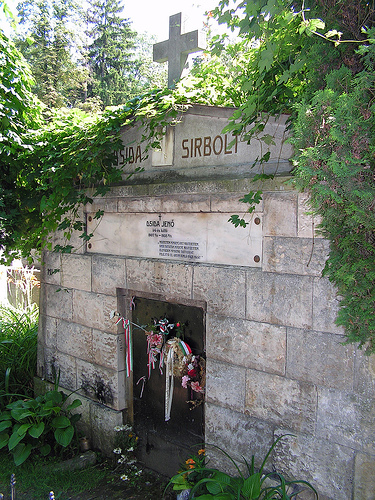
Sírja a házsongárdi temetőben

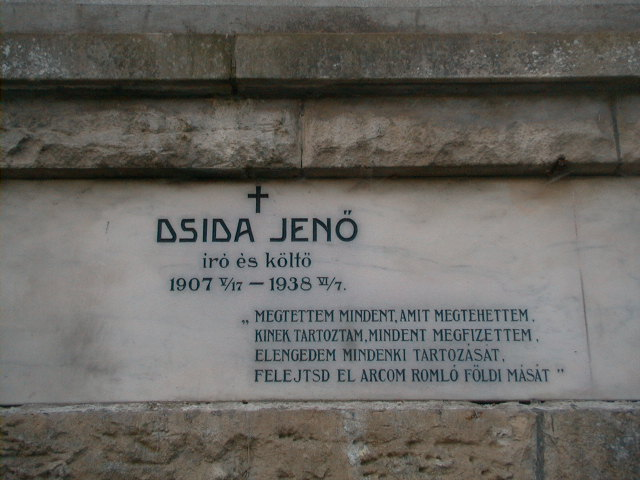
Dsida Jenő sírfelirata a kolozsvári, Házsongárdi temetőben lévő kriptáján

Visszatérő témái a hazaszeretet, a mély katolikus vallásosság, a szerelem és a halálfélelem.
Egyik leghíresebb verse, a Psalmus Hungaricus (Magyar zsoltár), melynek létezését megpróbálták örökre elfeledtetni. 
Vagy félezernyi dalt megírtam 

s e szót: magyar,

még le nem írtam.

Csábított minden idegen bozót,

minden szerelmet bujtató liget.

Ó, mily hályog borult szememre,

hogy meg nem láttalak,

te elhagyott, te bús, kopár sziget,

magyar sziget a népek Óceánján!
Szamizdatban, gépírással terjesztették, nagyon sokáig csak a legendákban létezett. Ma szabadon olvasható.
Dsida Jenő fölolvasta a marosvécsi írótalálkozó résztvevőinek 1936 nyarán. „Mikor befejezte – idézte föl a történteket Wass Albert –, könny volt mindenki szemében. Ekkor felállt Kós Károly, barázdás arcán hullottak a könnyek, odament Dsida Jenőhöz, megölelte és azt mondta neki: »Te taknyos, hogy mersz ilyen szépet írni!«”

## Művei
- Leselkedő magány. Versek; Minerva, Cluj-Kolozsvár, 1928
- Magyar karaván Itálián keresztül; Erdélyi Lapok, Nagyvárad, 1933
- Nagycsütörtök. Versek; Erdélyi Szépmíves Céh, Kolozsvár, 1933
- Angyalok citeráján. Versek; Minerva Ny., Cluj-Kolozsvár, 1938 (Erdélyi Szépmíves Céh X.)
- Jövendő havak himnusza, 1923–27
- Rettenetes virágének, 1928–1938
- Válogatott versek; bev. Rónay György; Révai, Budapest, 1944
- Tóparti könyörgés. Válogatott versek; vál., bev. Áprily Lajos; Szépirodalmi, Budapest, 1958
- Arany és kék szavakkal; utószó Katona Tamás, ill. Szász Endre; Magyar Helikon, Budapest, 1965
- Versek; bev. Szemlér Ferenc, bibliogr. Réthy Andor; Irodalmi, Bukarest, 1966 (Romániai magyar írók)
- Összegyűjtött műfordítások; sajtó alá rend., jegyz. Szemlér Ferenc; Ifjúsági, Bukarest, 1969
- Összegyűjtött versek és műfordítások; szerk., vál., utószó, jegyz. Szakolczay Lajos, bev. Láng Gusztáv; Magvető, Budapest, 1983
- Út a Kálváriára. Válogatott versek és prózai írások; szerk. Csiszér Alajos, Pomogáts Béla, Rónay László, jegyz., életrajzi adatok, bibliogr. Csiszér Alajos, bev. Pomogáts Béla; Vigilia, Budapest, 1985 (Vigilia-könyvek)
- Dsida Jenő levelesládája, 1928–1938; közzéteszi Csiszér Alajos; Gordiusz, Győr, 1991
- Séta egy csodálatos szigeten. Cikkek, riportok, novellák, levelek; sajtó alá rend., bev. Marosi Ildikó; Kriterion, Bukarest, 1992
- Tükör előtt. Képek és iratok Dsida Jenő hagyatékából; összeáll. Kabán Annamária, Mózes Huba; Erdélyi Szépmíves Céh, Kolozsvár, 1992 (Az Erdélyi Szépmíves Céh füzetei)
- Egyszerű vers a kegyelemről. Dsida Jenő húsz vallásos verse; rajz Deák Ferenc; Polis, Cluj-Napoca, 1994
- Légy már legenda. Dsida Jenő összes verse és műfordítása; szerk. Csiszér Alajos; Püski, Budapest, 1997
- Légy már legenda. Dsida Jenő összes verse és műfordítása; szerk. Csiszér Alajos; 2. jav. kiad.; Püski, Budapest, 1999
- Tükör előtt. In memoriam Dsida Jenő; vál., szerk., összeáll. Pomogáts Béla; Nap, Budapest, 1998 (In memoriam)
- Égi mezőkön. Vallomások versben és prózában; szerk., utószó Kabán Annamária és Mózes Huba; Tinta, Budapest, 2001 (Kalamáris könyvek)
- Magyar karaván Itálián keresztül; tan. Pomogáts Béla; 2. kiad.; Mundus, Budapest, 2006 (Mundus – új irodalom)
- Az én dalom. Válogatás Benedek Elek Cimborájában közölt Dsida-versekből; szerk., vál., utószó Végh Béla Balázs; Ady Endre Társaság, Szatmárnémeti, 2007
- Zarándokút; vál. K. Jakab Antal; Kriterion, Kolozsvár, 2007 (Kriterion kincses könyvtár) + CD
- Misztrál – Dsida Jenő; Helikon, Budapest, 2007 (Hangzó Helikon) + CD
- Anyanyelvünkért. Dsida Jenő nyelvművelő rovata a Keleti Újságban; szerk. Zsemlyei Borbála; Anyanyelvápolók Erdélyi Szövetsége, Sepsiszentgyörgy, 2008 (AESZ-füzetek)
- Buzdítás könnyűségre. Kötetből kimaradt versek, 1932–1938; összeáll. Kabán Annamária, Mózes Huba; Bíbor, Miskolc, 2009
- Útban a rendeltetés felé. Kötetből kimaradt versek, 1928–1931; összeáll. Kabán Annamária, Mózes Huba; Bíbor, Miskolc, 2010
- Estharangok. Dsida Jenő vallásos versei Deák Ferenc grafikáival; Polis, Kolozsvár, 2010
- Dsida Jenő összegyűjtött versei; összeáll., szerk. Láng Gusztáv és Urbán László; Savaria University Press, Szombathely, 2011
- Krisztusi kenyér. Engesztelő keresztény szeretet; vál., szerk. Varga Lászlóné és Varga László; Olvasók Háza, Budapest, 2012 (Keresztény élet)
- Nyáresti áhítat. Kötetből kimaradt versek, 1928–1938; összeáll. Kabán Annamária, Mózes Huba; Bíbor, Miskolc, 2013
- Ének az egész világnak; Stúdium, Kolozsvár, 2015